# Dualidade de Pontryagin
Na matemática, mais especificadamente na análise harmônica e na teoria dos grupos topológicos, a dualidade de Pontryagin explica as propriedades gerais da transformada de Fourier em grupos abelianos locais, como os reais, os circulares, ou grupos cíclicos finitos. O teorema da dualidade de Pontryagina em si, afirma que grupos abelianos localmente compactos se identificam naturalmente com seu bi-dual.

## Introdução
A dualidade de Pontryagin coloca em um contexto unificado um número de observações sobre funções no domínio real ou em um grupo abeliano finito.
- Funções periódicas regulares com números complexos, no domínio real tem série de Fourrier e tal função pode ser recuperada de sua série de Fourrier.
- Funções complexas adequadamente regulares no domínio real tem transformada de Fourrier que são funções no domínio real e, somente funções periódicas podem ser recuperadas de sua tranformada de Fourrier; e
- Funções complexas  em um grupo abeliano finito tem transformadas de Fourrier discretas, que são funções no grupo dual, que é (não canonicamente) um grupo isomórfico. Além disso, toda função em um grupo finito pode ser recuperada de sua transformada de Fourrier discreta.

A teoria, introduzida por Lev Pontryagin e combinada com com a medida de Haar, introduzida por John von Neumann, André Weil e outros, depende da teoria dos grupos duais de um grupo abeliano localmente compacto.
Tal fato é análogo ao espaço vetorial dual de um espaço vetorial: um espaço vetorial de dimensão finita V e seu espaço vetorial dual V* não são naturalmente isomórficos, mas a álgebra do endomorfismo (álgebra matricial) de um é isomórfica ao oposto da álgebra do endomorfismo do outro : {\displaystyle End(V)\cong End(V^{*})^{op}}, pela transposta. Similarmente, um grupo {\displaystyle G} e seu grupo dual {\displaystyle {\widehat {G}}} não são em geral isomórficos, mas seus anéis de endomorfismo são opostos um ao outro: {\displaystyle End(G)\cong End({\widehat {G}})^{op}}. Mais categoricamente, isso não é somente um isomorfismo das álgebras do endomorfismo, mas uma equivalência contravariante das categorias.

## Definição
Um grupo topológico é um grupo localmente compacto se o espaço topológico subjacente é localmente compacto e Hausdorff; um grupo topológico é abeliano se o grupo subjacente é abeliano. Exemplos de grupos abelianos localmente compactos incluem os grupos abelianos finitos, os inteiros (ambos para a topologia discreta, que é também induzida pela métrica usual), os números reais, o grupo circular T(ambos com sua topologia métrica usual), e também os números p-ádicos (com sua topologia p-ádica usual).
Para um grupo abeliano localmente compacto {\displaystyle G}, o dual de Pontryagin é o grupo {\displaystyle {\widehat {G}}}  dos contínuos homomorfismos de grupo de {\displaystyle G} para o grupo circular T. Ou seja,
{\displaystyle {\widehat {G}}:=Hom(G,T)}.
O dual de Pontryagin {\displaystyle {\widehat {G}}} é usualmente dotado da topologia dada pela convergência uniforme em conjuntos compactos (que é a topologia induzida pela topologia compacto-aberta no espaço de todas as funções contínuas de {\displaystyle G} para {\displaystyle T}.
Por exemplo,
{\displaystyle {\widehat {\mathbb {Z} }}=T,\ {\widehat {\mathbb {R} }}=\mathbb {R} ,\ {\widehat {T}}=\mathbb {Z} }